# Hiseville
Hiseville és una població dels Estats Units a l'estat de Kentucky. Segons el cens del 2000 tenia 224 habitants.

## Demografia
Segons el cens del 2000, Hiseville tenia 224 habitants, 94 habitatges, i 67 famílies. La densitat de població era de 116,9 habitants/km².
Dels 94 habitatges en un 31,9% hi vivien nens de menys de 18 anys, en un 57,4% hi vivien parelles casades, en un 10,6% dones solteres, i en un 28,7% no eren unitats familiars. En el 27,7% dels habitatges hi vivien persones soles el 17% de les quals corresponia a persones de 65 anys o més que vivien soles. El nombre mitjà de persones vivint en cada habitatge era de 2,38 i el nombre mitjà de persones que vivien en cada família era de 2,87.
Per edats la població es repartia de la següent manera: un 25,4% tenia menys de 18 anys, un 4,9% entre 18 i 24, un 29,5% entre 25 i 44, un 24,6% de 45 a 60 i un 15,6% 65 anys o més.
L'edat mediana era de 38 anys. Per cada 100 dones de 18 o més anys hi havia 85,6 homes.
La renda mediana per habitatge era de 24.167 $ i la renda mediana per família de 28.750 $. Els homes tenien una renda mediana de 21.563 $ mentre que les dones 20.625 $. La renda per capita de la població era de 15.267 $. Entorn del 12,5% de les famílies i el 13,2% de la població estaven per davall del llindar de pobresa.

## Poblacions més properes
El següent diagrama mostra les poblacions més properes.